# Nick Hornby

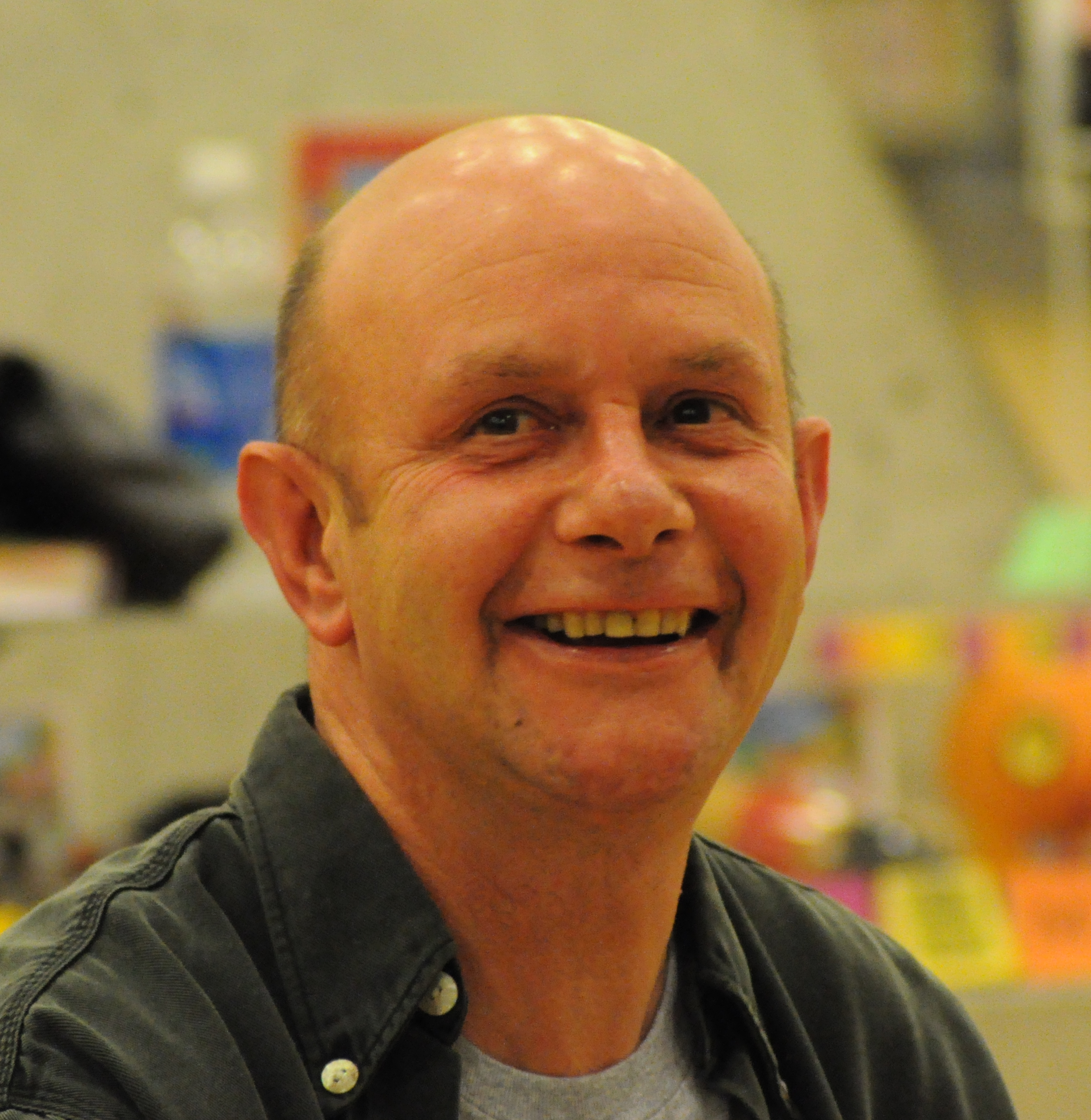
Nick Hornby (2009)

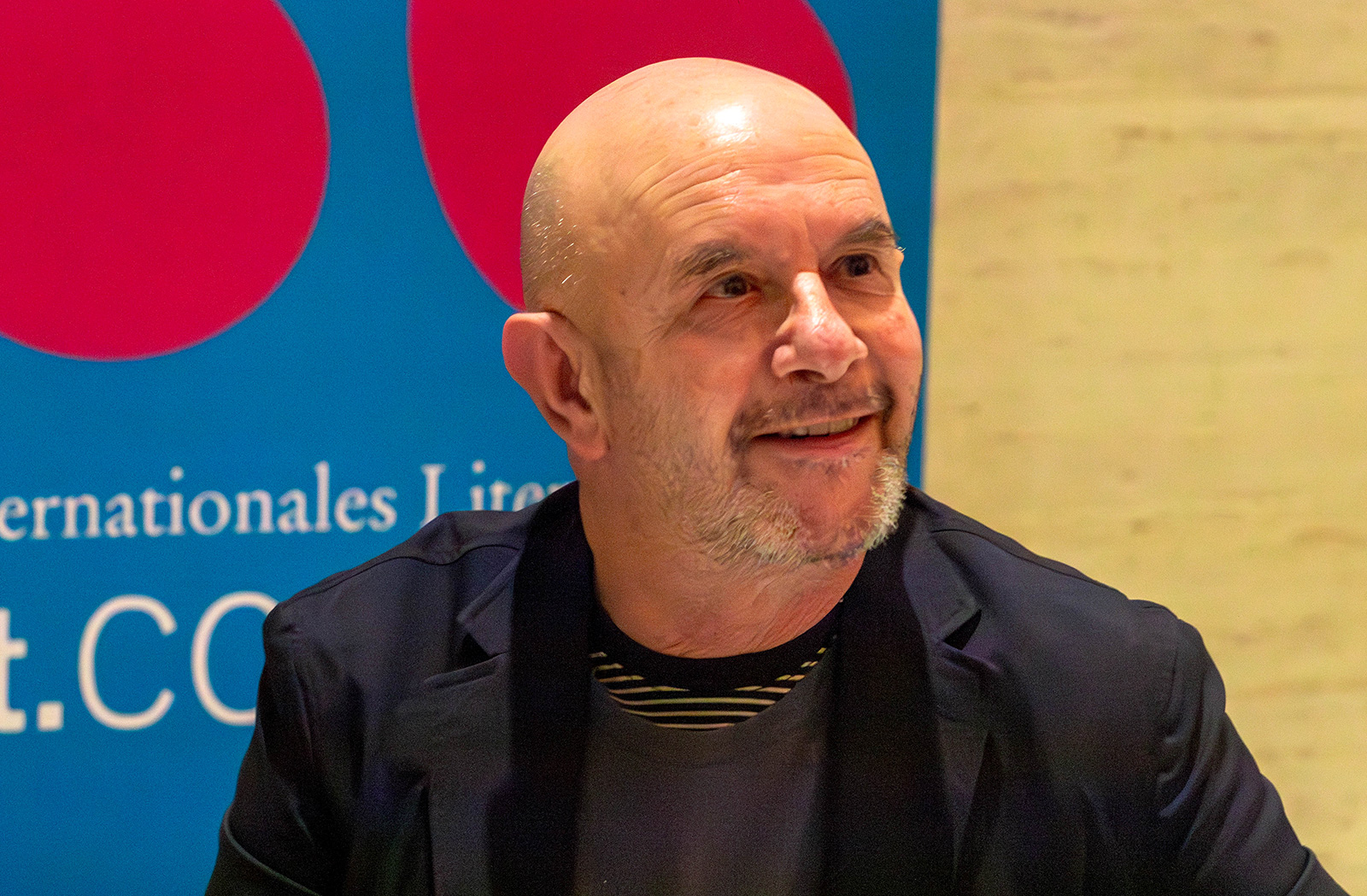
Nick Hornby.23.April 2025 Lit Cologne.Lesung aus Fußballfieber.

Nick Hornby (* 17. April 1957 in Redhill, Surrey) ist ein britischer Schriftsteller und Drehbuchautor. Er gilt als einer der wichtigsten aktuellen Vertreter der Popliteratur. Zu seinen bekanntesten Werken zählen Fever Pitch, High Fidelity und About a Boy.

## Leben
Hornby studierte Anglistik am Jesus College der Universität Cambridge. Während seiner Studienzeit schrieb er Bühnen-, Fernseh- und Hörspiele, widmete sich jedoch erst 1992 ganz dem Schreiben. Zuvor war Hornby als Englischlehrer, unter anderem für Immigranten, tätig.
Durch seinen autistischen Sohn Danny ist er Gründungsmitglied von TreeHouse, einer im Vereinigten Königreich beheimateten Organisation, die sich für eine bessere schulische Betreuung autistischer Kinder einsetzt. Dieser Organisation kamen auch die Einnahmen aus dem Verkauf der Kurzgeschichten-Sammlung Speaking with the Angel sowie der Filmrechte an How to be Good zugute.
Hornby lebt in London und ist in zweiter Ehe mit der Filmproduzentin Amanda Posey verheiratet. Sein Schwager ist der britische Schriftsteller Robert Harris. Die Autorin Gill Hornby ist seine Schwester.

## Wirken
Neben Prosa schrieb Hornby für diverse Magazine und Zeitungen wie The Sunday Times, Time und The Independent. Heute ist er auch als Popmusikkritiker für 'The New Yorker' tätig. Zum Schreiben von Romanen hat ihn vor allem Anne Tyler inspiriert, die er bei einem Treffen mit seinem Professor kennenlernte. Weitere Inspiration fand Hornby bei Raymond Carver, Richard Ford und Laurie Moore.
Hornbys Bücher sind geprägt von einer Auseinandersetzung mit dem Alltag, mitunter auch unter Bezug auf seine eigene Biographie, und oftmals den Auswirkungen extremen Fantums. Bereits sein Debütroman Fever Pitch setzte sich mit seinen Erfahrungen als Anhänger des FC Arsenal und deren Einfluss auf sein Leben auseinander. In seinem zweiten Roman High Fidelity steht seine Vorliebe für die Musik im Vordergrund, später werden Behinderungen (wie die seines Sohnes) und Depressionen als Themen in seine Werke aufgenommen. Sein Werk A Long Way Down stellt den Versuch dar, Depressionen und insbesondere den Suizid unter einem ernsthaften, aber humorvollen Blickwinkel zu betrachten.
Für das 2010 veröffentlichte Album Lonely Avenue von Ben Folds schrieb Hornby alle Songtexte und einige Kurzgeschichten. Als Drehbuchautor beteiligte sich Hornby an dem 2015 erschienenen Film Der große Trip – Wild.

## Auszeichnungen
- 1992: William-Hill-Sports-Book-of-the-Year-Preis für Fever Pitch
- 1999: E. M. Forster Award, ein Preis der American Academy of Arts and Letters
- 2001: Nominierung für den Booker's-Award für How to be good
- 2002: WH Smith Literary Award für How to be good
- 2003: Writer’s Writer Award
- 2010: Oscar-Nominierung für sein Drehbuch zum Film An Education

- 2012: British Sports Book Award für Hervorragenden Beitrag zum Sports Writing[9][10]

- 2016: Oscar-Nominierung für sein Drehbuch zum Film Brooklyn
- 2022: Prix Fitzgerald für Just Like You

## Werke
als Autor
- Fever Pitch. Ballfieber, die Geschichte eines Fans (Fever Pitch), übersetzt von Marcus Geiss and Henning Stegelmann. Rogner und Bernhard bei Zweitausendeins, Hamburg 1996. Kiepenheuer & Witsch, Köln 1997, 24. Aufl.: 2004, ISBN 3-462-02586-4. Neuübersetzung 2013 von Ingo Herzke, Kiepenheuer & Witsch, Köln 2013, ISBN 978-3-462-04443-0.
  - Fever Pitch. Hörbuch. Gekürzte Lesung. Random House Audio, Köln 2008, ISBN 978-3-86604-828-7 (4 CDs, gelesen von Peter Lohmeyer). Hörbuch der Neuübersetzung, Random House Audio, Köln 2013, ISBN 978-3-8371-2029-5 (2 MP3-CDs, gelesen von Christian Ulmen).
- High Fidelity (High Fidelity), übersetzt von Clara Drechsler und Harald Hellmann. Kiepenheuer & Witsch, Köln 1996. 13. Aufl. 2001, ISBN 3-462-02524-4. Droemer Knaur, München 1998.
- About a Boy oder der Tag der toten Ente. Roman (About a boy), übersetzt von Clara Drechsler und Harald Hellmann. Kiepenheuer & Witsch, Köln 1998. Droemer Knaur, München 2000; NA: 2002, ISBN 3-426-62224-6.
  - About a boy. Hörbuch. Gekürzte Lesung. Hörverlag, München 2008, ISBN 978-3-86717-232-5 (4 CDs, gelesen von Nicola Fritzen und Udo Wachtveitl).
- How to be good. Roman (How to be Good), übersetzt von Clara Drechsler und Harald Hellmann. Kiepenheuer & Witsch, Köln 2001. Droemer Knaur, München 2003, ISBN 3-426-61535-5.
  - How to be good. Hörbuch. Hörverlag, München 2002, ISBN 3-89584-773-9 (4 CDs, gelesen von Esther Schweins).
- NippleJesus, Kurzgeschichte (2002), siehe Speaking with the Angel.
- 31 Songs (31 Songs), übersetzt von Clara Drechsler und Harald Hellmann. Kiepenheuer & Witsch, Köln 2003, ISBN 3-462-03220-8.
  - 31 Songs. Best of. Random House Audio, Köln 2003, ISBN 3-89830-606-2 (2 CDs, gelesen von Gerd Köster).
- A Long Way Down. Roman (A long way down), übersetzt von Clara Drechsler und Harald Hellmann. Kiepenheuer & Witsch, Köln 2005. Droemer Knaur, München 2006, ISBN 978-3-426-61536-2.
  - A long way down. Inszenierte Lesung. Hörverlag, München 2005, ISBN 3-89940-592-7 (4 CDs, gelesen von Julia Hummer u. a.).
- Mein Leben als Leser (The Polysyllabic Spree), übersetzt von Clara Drechsler und Harald Hellmann. Kiepenheuer & Witsch, Köln 2005, ISBN 3-462-03625-4.
  - Mein Leben als Leser. Hörbuch. Gekürzte Lesung. Hörverlag, München 2005, ISBN 3-89940-720-2 (2 CDs, gelesen von Udo Wachtveitl).
- All you can read. Bücher, die ich kaufe – Bücher, die ich lese (All You Can Read), übersetzt von Clara Drechsler und Harald Hellmann. Kiepenheuer & Witsch, Köln 2007, ISBN 978-3-462-03780-7.
- Slam. Roman (Slam), übersetzt von Clara Drechsler und Harald Hellmann. Kiepenheuer & Witsch, Köln 2008, ISBN 978-3-462-03965-8. Droemer Knaur, München 2006, ISBN 978-3-426-50404-8.
  - Slam. Hörbuch. Hörverlag, München 2008, ISBN 978-3-86717-209-7 (6 CDs, gelesen von Matthias Schweighöfer).
- Juliet, Naked. Roman (Juliet, Naked), übersetzt von Clara Drechsler und Harald Hellmann. Kiepenheuer & Witsch, Köln 2009, ISBN 978-3-462-04139-2.
  - Juliet, naked. Hörbuch. Hörverlag, München 2009, ISBN 978-3-86717-507-4 (6 CDs, gelesen von Helmut Zierl).
- An Education. Das Buch zum Film, übersetzt von Stephan Klapdor. Kiepenheuer & Witsch, Köln 2010, ISBN 978-3-462-04229-0.
- Small Country. Vier Storys, übersetzt von Ulrich Blumenbach und Harald Hellmann. Kiepenheuer & Witsch, Köln 2011, ISBN 978-3-462-04321-1.
  - Hörbuch: Small Country. Vier Storys, Der Hörverlag, München 2011, ISBN 978-3-86717-738-2, (3 CD, gelesen von Christian Baumann, Patrick Güldenberg und Simone Kabst).
- Pray – Meine Premier-League-Saison 2011/12, übersetzt von Ingo Herzke, Kiepenheuer & Witsch, Köln 2012, nur als E-Book, ISBN 978-3-462-30658-3.
- Ten Years in the Tub, Believer Books, San Francisco 2013, ISBN 978-1-938073-73-1.
- Jeder liest Drecksack : zweisprachige Ausgabe = Everyone's Reading Bastard. Aus dem Engl. von Ingo Herzke. Köln : Kiepenheuer & Witsch 2014.
  - Hörbuch: Jeder liest Drecksack, Hörverlag, München 2014. ISBN 978-3-8445-1424-7 (1 CD, gelesen von Benno Fürmann).
- Miss Blackpool. Roman (Funny Girl), übersetzt von Isabel Bogdan und Ingo Herzke. Kiepenheuer & Witsch, Köln 2014, ISBN 978-3-462-04690-8.[12]
  - Hörbuch: Miss Blackpool, Hörverlag, München 2014, ISBN 978-3-8445-1784-2, (2 MP3-CD, gelesen von Boris Aljinovic).
- Keiner hat gesagt, dass du ausziehen sollst (State of the Union), übersetzt von Ingo Herzke. Kiepenheuer & Witsch, Köln 2020, ISBN 978-3-462-05410-1.
- Just Like You. Roman, übersetzt von Stephan Kleiner. Kiepenheuer & Witsch, Köln 2020, ISBN 978-3-462-00039-9.
- Dickens und Prince: Unvergleichliche Genies, übersetzt von Stephan Kleiner. Kiepenheuer & Witsch, Köln 2023, ISBN 978-3-462-00405-2.

als Herausgeber
- Speaking with the Angel, übersetzt von Ariane Böckler, Clara Drechsler und Harald Hellmann. Kiepenheuer & Witsch, Köln 2001. Droemer Knaur, München 2002, ISBN 3-426-61978-4.
  - Speaking with the angel. Das Hörbuch zum Sprachen lernen mit ausgewählten Kurzgeschichten (Speaking with the Angel). Digital Publ., München 2004, ISBN 3-89747-346-1 (1 CD, gelesen von Karl Ritson).
- My Favourite Year. Fußballgeschichten (My Favourite Year), übersetzt von Sonja Hinte. Bombus Verlag, München 2005, ISBN 3-936261-50-4.

## Filmografie
Drehbuch
- 1997: Ballfieber (Fever Pitch) – Regie: David Evans
- 2009: An Education – Regie: Lone Scherfig
- 2014: Der große Trip – Wild (Wild) – Regie: Jean-Marc Vallée
- 2015: Brooklyn – Eine Liebe zwischen zwei Welten (Brooklyn) – Regie: John Crowley
- 2019: State of the Union – Regie: Stephen Frears

Buchvorlage
- 1997: Ballfieber (Fever Pitch) – Regie: David Evans
- 2000: High Fidelity – Regie: Stephen Frears
- 2002: About a Boy oder: Der Tag der toten Ente (About a Boy) – Regie: Chris Weitz, Paul Weitz
- 2005: Ein Mann für eine Saison – Regie: Peter und Bobby Farrelly
- 2014: A Long Way Down – Regie: Pascal Chaumeil
- 2014–2015: About a Boy (Fernsehserie)
- 2018: Juliet, Naked – Regie Jesse Peretz